# Бова Юрій Анатолійович
Юрій Анатолійович Бова (нар. 16 липня 1972, м. Тростянець, Україна) — український громадсько-політичний діяч, управлінець. Міський голова міста Тростянець (з 2020).

## Життєпис
Юрій Бова народився 16 липня 1972 року у місті Тростянець Тростянецького району Сумської области України.
Закінчив Тростянецьку середню школу № 5 (1989, нині Ліцей №1 Тростянецької міської ради), Харківський державний автомобільно-дорожній технічний університет (1994, нині національний, спеціальність — інженер по будівництву автомобільних доріг та аеродромів).
Працював
- засновником та директором приватного малого підприємства «Меркурій» (1993—2005);
- депутатом Тростянецької районної ради (1998, 2002);
  - член комісії по бюджету, фінансам та плануванню соціально-економічного розвитку
  - заступник голови тимчасової комісії по контролю за якістю виконаних підрядних робіт
- секретарем (2005) та міським головою (2005, 2006, 2010, 2015) Тростянецької міської ради.
  - керівник проєктів «Покращення санітарного та екологічного стану м. Тростянець шляхом залучення громадськості до централізованого вивезення твердих побутових відходів» та «Впровадження енергозберігаючих заходів в місцях загального користування житлового фонду м. Тростянець», за підтримки проекту «Євразія» (2007)

З березня 2000 року — засновник, голова та почесний президент (з 2005) громадської організації «Спілка підприємців Тростянеччини». Перебуваючи на цій посаді:
- керівник проєктів:
  - «Консультаційно-методична допомога бізнес-асоціаціям» (2001);
  - «Створення механізму участі громади у розробці пріоритетних напрямків розвитку м. Тростянець» (2003—2004);
  - «Створення механізму правового захисту бізнесу через юридичну освіту» (2003—2004);
  - «Створення мережі НГО та впровадження механізму участі громади у вирішенні проблем територіальних громад південного регіону Сумської області» (2004)

У жовтня 2015 року на установчих зборах Асоціації органів місцевого самоврядування обраний віце-президентом «Асоціація відкритих міст».
У 2016 році обраний віце-президентом «Клубу мерів».
З 2017 року — голова Тростянецької міської громади.
У лютому 2019 року обраний на посаду президента «Асоціації відкритих міст».
У жовтні 2020 року вчергове вибраний головою Тростянецької міської громади.
Засновник Тростянецького районного благодійного фонду «Доброта». Президент Федерації легкої атлетики Сумської області.

## Родина
Одружений, має двох дітей.

## Відзнаки та нагороди
- ювілейна медаль «25 років незалежності України» (19 серпня 2016)[2]
- пам'ятна відзнака 21 ОМБр [3]